# Gladiolus gracillimus
Gladiolus gracillimus är en irisväxtart som beskrevs av John Gilbert Baker. Gladiolus gracillimus ingår i släktet sabelliljor, och familjen irisväxter. Inga underarter finns listade i Catalogue of Life.